# Куліш Микола Полікарпович
Мико́ла Поліка́рпович Кулі́ш (*8 жовтня 1944) — український учений-фізик. Доктор фізико-математичних наук, професор. Член-кореспондент НАН України. Академік АН ВШ України з 1994 р.

## Біографія
Народився в селі Вороне, Жашківського району, Черкаської області. З 1962 р. навчався на фізичному факультеті КДУ ім. Т. Шевченка, який закінчив у 1967 р. Відтоді незмінно працює на фізичному факультеті КДУ на посадах асистента, доцента, професора, заступника декана, заступника проректора з наукової роботи. З 1994 р. — завідувач кафедри фізики функціональних матеріалів (до 2004 р. — радіаційної фізики) КНУ ім. Т. Шевченка. Доктор фізико-математичних наук (1993), має наукове звання професора (1995).
Наукова діяльність зосереджена в галузі нанофізики вуглецевих матеріалів та їхньої радіаційної модифікації для використання в енергоефективній і медико-біологічній галузях. Навчально-методична робота направлена на підготовку фахівців з фізики наноструктур та радіаційної медицини.
Опублікував понад 300 наукових статей, кілька навчальних посібників. Має ряд патентів.
Був головою науково-методичної комісії з фізики науково-методичної ради Міносвіти України, членом вченої ради університету та експертної комісії ВАК України. Член кількох спеціалізованих рад із захисту дисертацій. З 2001 р. — заступник голови спеціалізованої ради Д. 26.001.23 у Київському національному університеті ім. Т. Шевченка. 
У 2009 р. обраний член-кореспондентом Національної Академії Наук України.
Лауреат Державної премії України в галузі науки і техніки 2002 р. за участь у циклі робіт «Ефекти колективізації станів та кореляції при дифракції і дифузному розсіянні, каналюванні та випромінюванні високоенергетичних квазічастинок у кристалах з дефектами».